# Grace Latz
Grace Latz, née le 21 février 1988, est une rameuse américaine.

## Palmarès

### Championnats du monde
| Discipline       | Amsterdam 2014 Pays-Bas | Aiguebelette 2015 France |
| ---------------- | ----------------------- | ------------------------ |
| Quatre de couple | Bronze                  |                          |
| Quatre de pointe |                         | Or                       |